# Maragua (huyện)
Huyện Maragua là một huyện thuộc tỉnh Central ở Kenya. Theo điều tra dân số ngày 24 tháng 8 năm 1999, huyện này có dân số 387969 người. Huyện Maragua có diện tích 868 km². Huyện lỵ đóng tại Maragua.